# Pițigoi cu spate castaniu
Pițigoiul cu spate castaniu (Poecile rufescens) este o pasăre mică cântătoare din ordinul paseriformelor, din familia pițigoilor, Paridae. Se găsește în nord-vestul Statelor Unite și în vestul Canadei, din sudul Alaska până în sud-vestul Californiei. Sunt capabili să folosească hipotermia nocturnă pentru a-și regla consumul de energie, permițându-le să supraviețuiască iernilor aspre.

## Distribuție și habitat
Habitatele sale sunt pădurile de conifere și mixte la altitudine joasă din nord-vestul Americii de Nord, din sudul Alaska până în sud-vestul Californiei. Este rezident permanent în arealul său, cu unele mișcări sezoniere în căutarea hranei. De obicei, se deplasează la altitudini mai joase în aceeași zonă la începutul iernii și revin la altitudini mai mari vara.
În zona Golfului San Francisco, această pasăre s-a adaptat cu ușurință la mediile suburbane, ceea ce a determinat extinderea arealului.

## Subspecii
Sunt recunoscute trei subspecii:
- Poecile r. barlowi (Grinnell, 1900)
- Poecile r. neglecta (Ridgway, 1879)
- Poecile r. rufescens (J. K. Townsend, 1837)

## Galerie

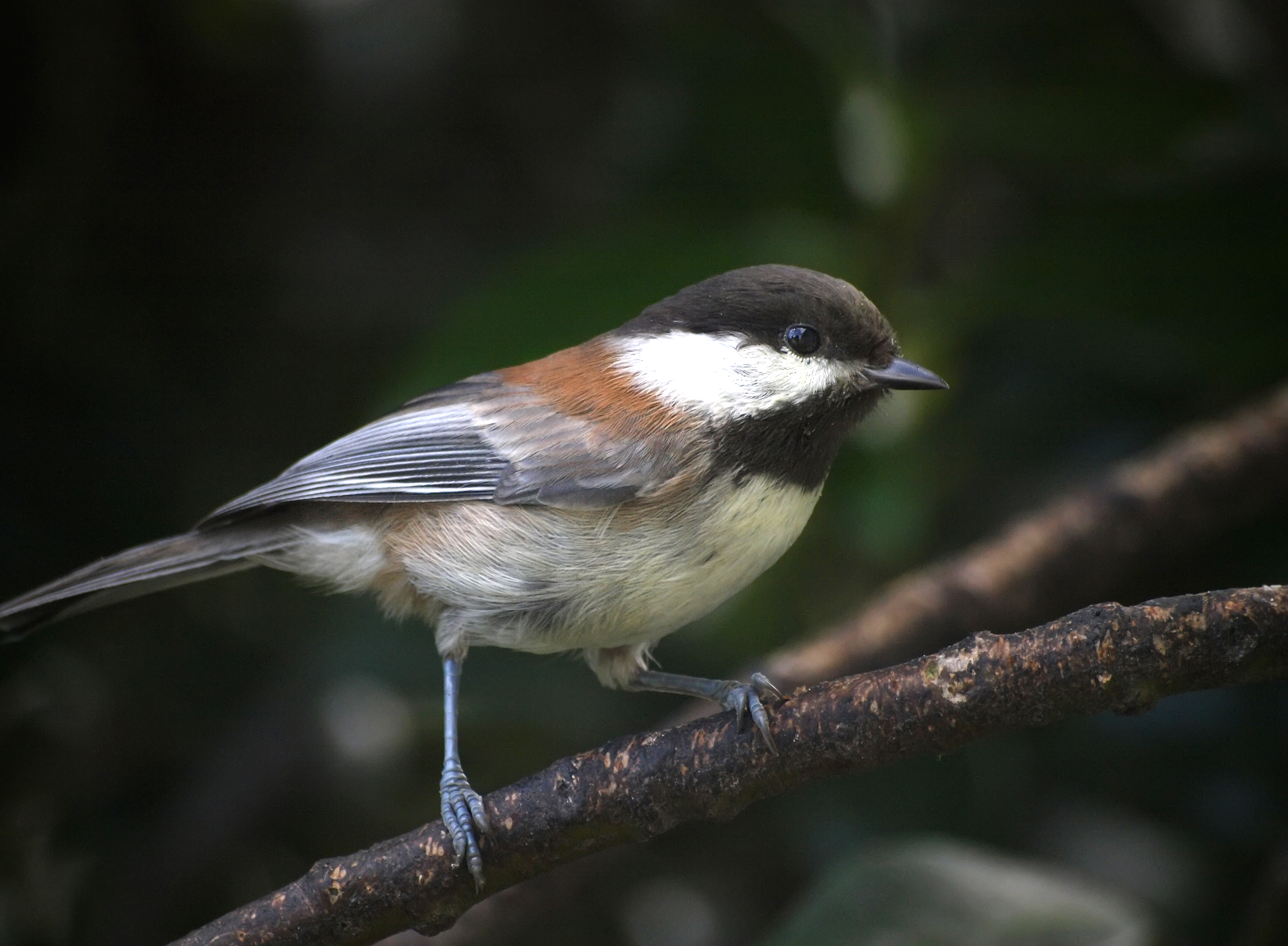
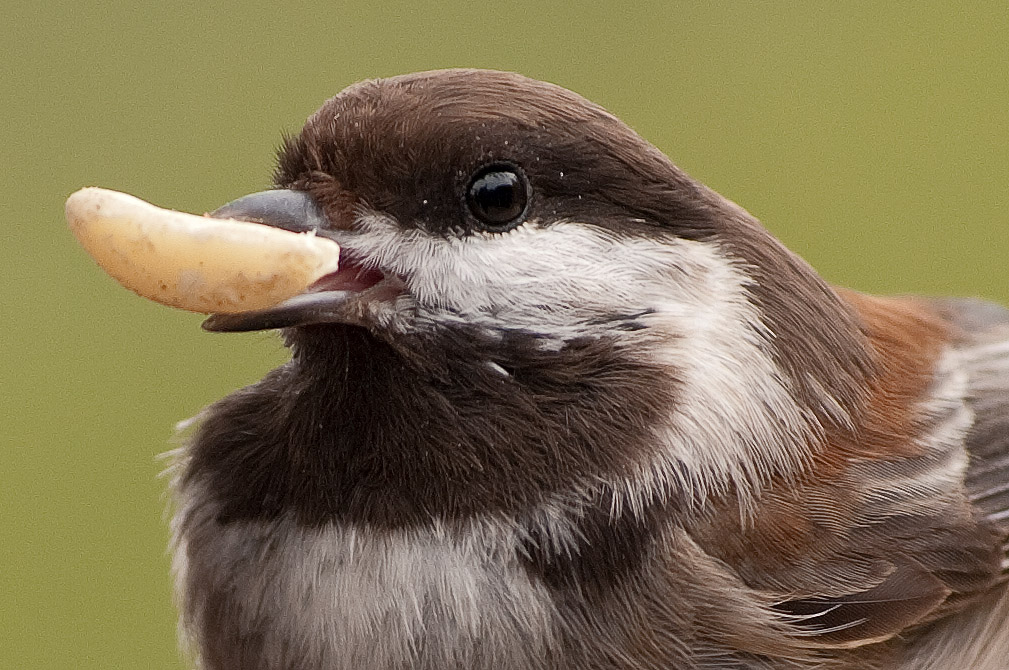
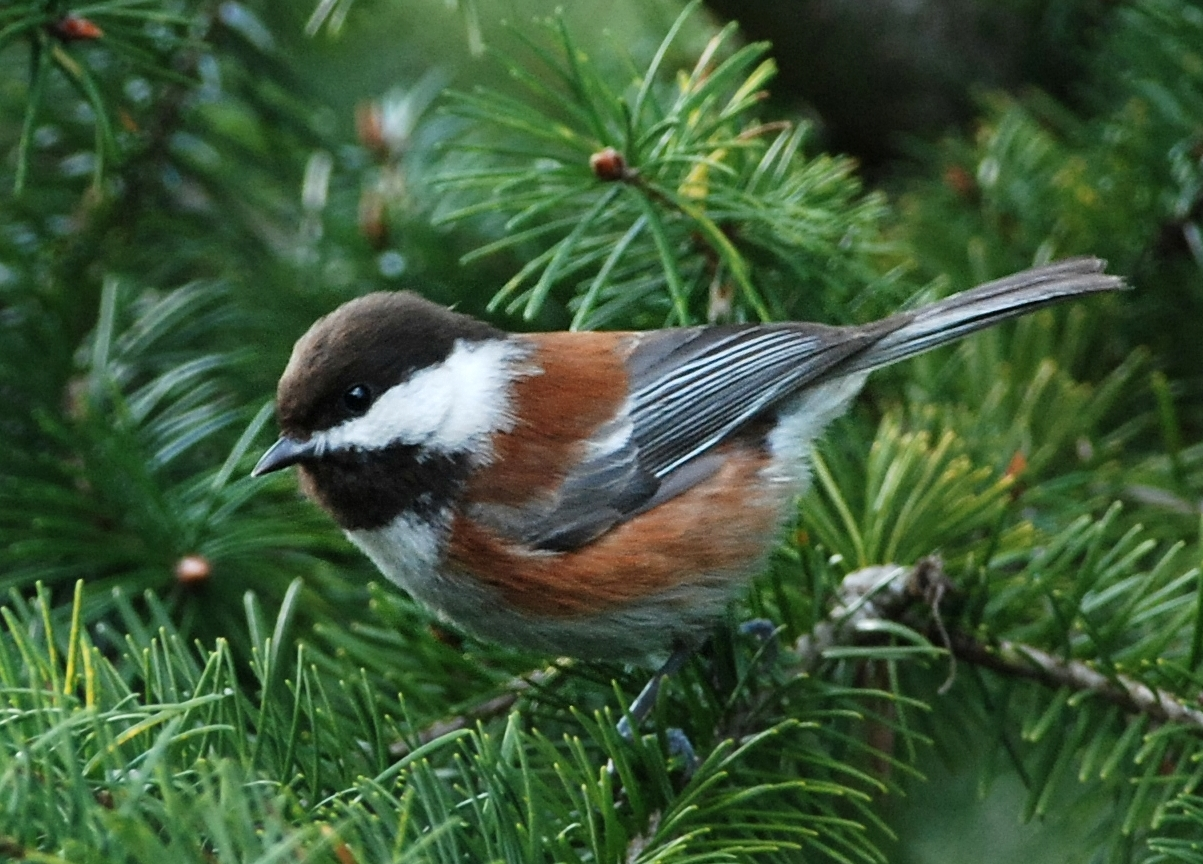